# Лінійні кораблі типу «Ямато»
«Ямато» (яп. 大和型戦艦, Yamato-gata senkan) — клас лінійних кораблів Японського Імперського флоту часів Другої світової війни. Побудовано два кораблі цього класу — «Ямато» і «Мусаші»,   а закладений корпус третього корабля перероблений на авіаносець «Сінано». Найбільші лінкори в історії.

## Проєктування
Чисельність лінійних флотів США, Великої Британії та Японії була закріплена на рівні 15:15:9 одиниць Вашингтонським договором 1922 року, що позбавляло японський флот перспективи домогтися чисельної переваги над флотами ймовірних противників; вихід з цього положення японські адмірали бачили в організації якісної переваги своїх кораблів. Перші проєкти нових лінкорів були виконані наприкінці 1920-х років з ініціативи контр-адмірала Хірага і капітана I рангу Фудзімото. Всі представлені проєкти перевищували договірну водотоннажність, мали потужне бронювання, а калібр артилерії коливався від 410 до 510 мм.  
У 1934 році японським керівництвом було прийнято секретне рішення відмовитися від дотримання договірних обмежень (35 000 тонн) і розробити проєкт, який би перевершував іноземні аналоги. Вважалося, що США не будуть будувати лінійних кораблів, які б не могли проходити Панамським каналом, а отже, їх водотоннажність буде обмежена, за оцінкою японських фахівців, 60 000 т (фактично, як показало будівництво лінкорів класу «Монтана», що не проходять в тодішні параметри каналу, ця оцінка виявилася заниженою). За створення проєкту узялися восени 1934 року, і до початку 1936 року було представлено 24 варіанти лінкора. Водотоннажність коливалося від 52 000 до 69 500 тонн, енергетичну установку передбачалося зробити змішану дизельно-паротурбінну, а озброєння більшості варіантів передбачалося у вигляді восьми-дев'яти 460-мм гармат, причому башти головного калібру розміщувалися, як правило, в носі, за прикладом британських лінкорів класу «Нельсон». В підсумку 20 липня 1936 за основу був прийнятий варіант A140-F5, розроблений під керівництвом контр-адмірала Фукуда. 
Остаточний варіант був затверджений в березні 1937 року і передбачав заміну змішаної установки на суто паротурбінну. Це було пов'язано з ненадійністю дизельних установок японського виробництва і труднощами демонтажу настільки масивних агрегатів.
Японські адмірали, які вважали лінкори головною ударною силою флоту, вважали, що кораблі цього типу, будучи побудованими в достатній кількості, забезпечать Імперському флоту вирішальну перевагу в імовірному генеральному бою з Тихоокеанським флотом США. Лише авторитетний адмірал Ямамото Ісороку дотримувався думки про вирішальну роль авіаносців і незначний потенціал лінкорів.
|  | Ці кораблі нагадують каліграфічні релігійні сувої, які старі люди розвішують у своїх будинках. Вони не довели своєї цінності. Це тільки питання віри, а не реальності ... лінкори будуть корисні Японії в майбутній війні так само, як самурайський меч |

.

## Будівництво
«Ямато» був закладений 4 листопада 1937 на корабельні ВМС в Куре. Його «сістершіп» «Мусасі» заклали 29 березня 1938 на корабельні «Міцубісі» в Нагасакі. Будівництво велося в обстановці надзвичайної секретності. Місце споруди було закрито з усіх боків навісами з сизалевих циновок; після спуску на воду кораблів їх додатково прикривали маскувальними сітями. Фотографії всіх робочих помістили в спеціальні альбоми та звіряли з ними всіх хто входив і виходив. Роботи організували таким чином, що жоден з інженерів не міг отримати всі креслення і специфікації. З метою дезінформації у всіх документах зазначався занижений калібр головних гармат — 406 мм, а бюджет спорудження був рознесений по різним проєктам, щоб величезна вартість не впадала в очі. Збереження таємниці було в підсумку забезпечено — за кордоном не знали справжніх характеристик лінкорів до самого кінця війни.
|  | Витрати і труднощі, з якими зіткнулися японці, багато в чому нагадують історію спорудження радянських лінійних кораблів типу «Радянський Союз». Для благополучного завершення подібних проєктів потрібні значні зусилля економіки всієї країни, які можна порівняти із сучасними космічними програмами, причому доводилося вирішувати безліч завдань, не пов'язаних безпосередньо з кораблебудуванням. |

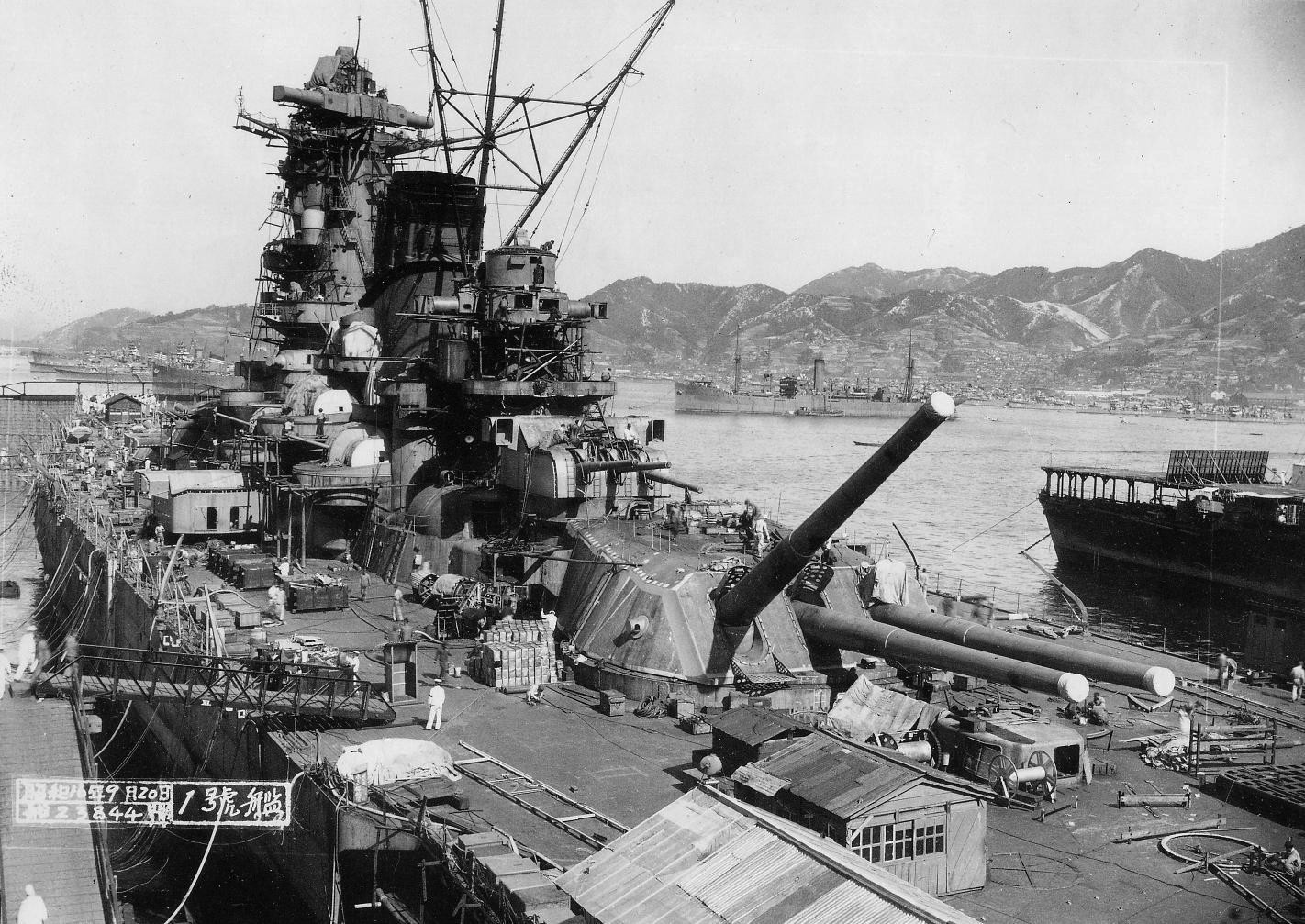
«Ямато» у добудові. 1941

Зокрема, довелося модернізувати металургійні заводи, створити нові плавучі крани, буксири, а для перевезення башт головного калібру побудувати спеціальне судно водотоннажністю 13 800 тонн. Для забезпечення подальшого будівництва серії японці приступили до спорудження чотирьох великих доків, але повністю закінчити роботи не встигли.
Наступні два лінкори типу «Ямато» були замовлені за «Четвертою програмою поповнення і заміни флоту 1939 року». 4 травня 1940 а на корабельні ВМС в Йокосукі був закладений лінкор «Сінано». Будівництво останнього корабля цього типу почалося 7 листопада 1940 в Куре під № 111, але назви він так і не отримав. Передбачалося замовлення ще одного корабля такого типу під номером 797, проте до закладки справа не дійшла. На цих лінкорах планувалося різко посилити зенітну артилерію за рахунок установки двадцяти 100-мм гармат в двогарматних баштах замість середніх башт 155-мм гармат. Бронювання ж, навпаки, було вирішено дещо послабити в порівнянні з «Ямато».
Спорудження «Сінано» було зупинене влітку 1942 року при 50 % готовності. Японський флот, який зазнав поразки біля Мідвею, набагато сильніше потребував авіаносців, і лінкор було вирішено переобладнати на корабель цього класу. Будівництво лінкора № 111 було припинено в березні 1942 року при 30 % готовності, його корпус розібрали на метал.
«П'ята програма 1942 року» намічала будівництво ще двох лінкорів під номерами 798 і 799, що були вдосконаленими в порівнянні з «Ямато». Їх стандартна водотоннажність повинна була скласти 72 000 тонн, бронювання борта до 460 мм, а артилерія складалася б з шести 510-мм гармат у двогарматних баштах.   До замовлення цих лінкорів справа не дійшла.

## Конструкція

### Корпус та архітектура

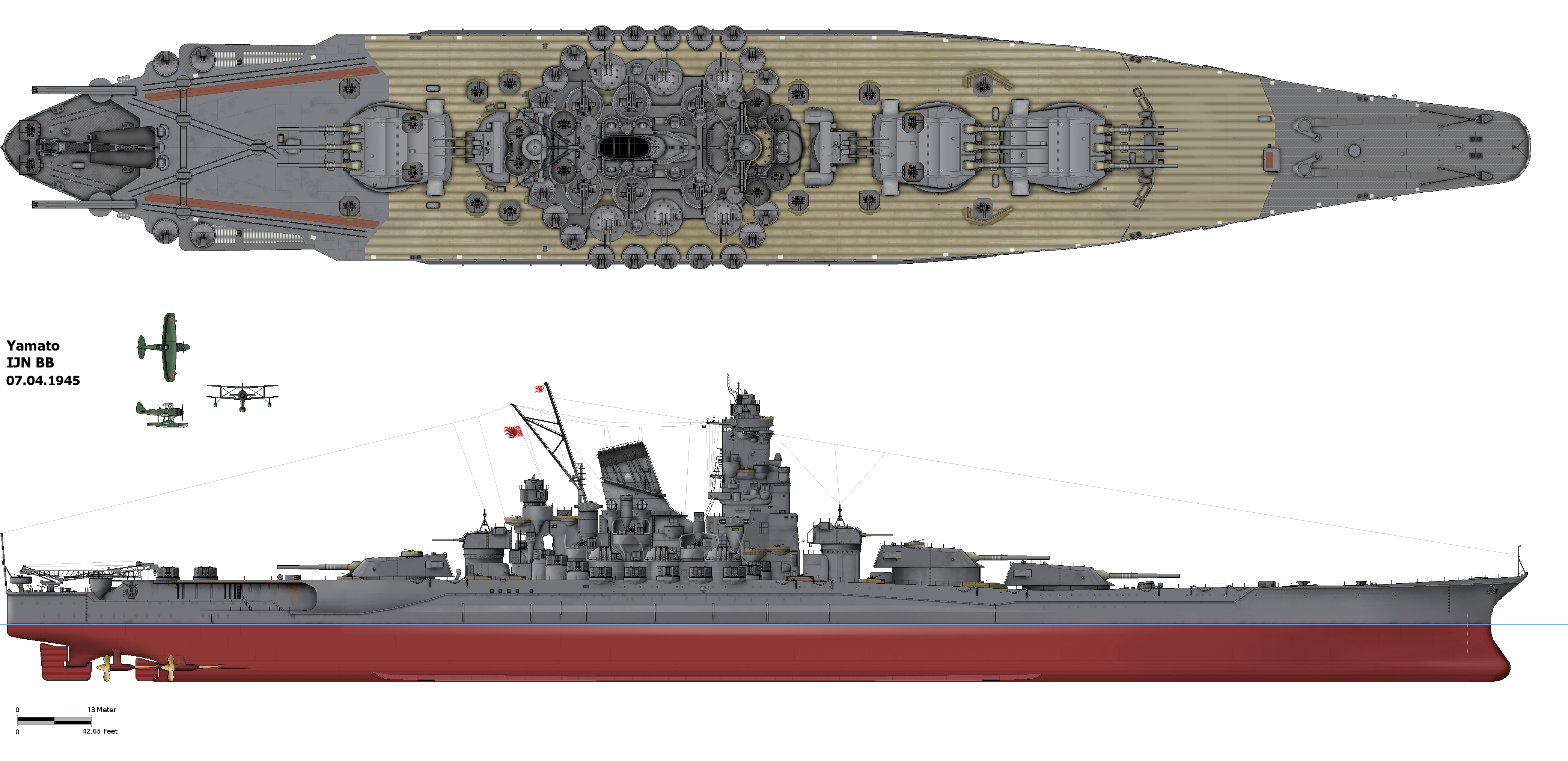
«Ямато», 1945 р. Бортові вежі допоміжного калібру замінені 127-мм зенітками. Схема

Як і всі японські кораблі, «Ямато» мав хвилеподібний при вигляді збоку корпус. Така форма була продиктована прагненням максимально підвищити морехідні і швидкісні якості при мінімальній вазі корпусних конструкцій. При вигляді зверху лінкор являв собою грушоподібний основний корпус з вузьким довгим носом. Це забезпечувало добрі морехідні якості, але робило носову конструкцію вразливою для торпед. Однією з вимог до розробників було забезпечення мінімально можливої осадки, в силу чого мідель корабля вийшов майже прямокутним. Тим не менш ходові якості «Ямато» виявилися вельми добрими. Було проведено цілий комплекс гідродинамічних досліджень, що дозволив домогтися значних поліпшень, зокрема, шляхом установки носового бульба.
Корпус збирався на заклепках, застосування зварювання було мінімальним і не перевищувало 6 %. Як основний будівельний матеріал застосовувалася сталь DS (ducol steel) підвищеної міцності. Характерною рисою нових лінкорів стала палуба з мінімумом устаткування, це було потрібно для захисту від дулових газів гармат головного калібру. Командні пости розташовувалися переважно в баштоподібній надбудові, яка височіла над верхньою палубою на 28 метрів. Хоча там знаходилися вкрай важливі центри, надбудова була практично не броньована, за винятком невеликої бойової рубки.

### Енергетична установка
Енергетична установка включала в себе 4 турбозубчаті агрегати і 12 котлів, всі марки «Кампона». Кожен котел і турбіна встановлювалися в окремому відсіку. За оцінкою американських фахівців, силова установка була технічно відсталою і мала занадто великі габарити. Однак, японці не скаржилися на машини своїх лінкорів.
Силова установка була розрахована на форсування, при якому потужність сягала 165 000 к.с., а швидкість — 27,7 вузла. Економічний хід забезпечувався потужністю всього 18 000 к.с. Характерною для лінкорів рисою було суворе обмеження в застосуванні електрики — скрізь, де тільки можливо, застосовувалися парові машини. Таким чином, при втраті джерел пари корабель був приречений .

### Бронювання
Формально маючи найтовстішу серед лінкорів броню, «Ямато» не був найзахищенішим. Японська металургія 1930-х років відставала від західної, а погіршення англо-японських відносин унеможливило доступ до новітніх технологій. Нова японська броня типу VH (Vickers Hardened) була розроблена на базі британської VC (Vickers Cemented), що вироблялася в Японії за ліцензією з 1910 р. На думку американських фахівців, що досліджували цю броню після війни, її захисна ефективність оцінювалася коефіцієнтом 0,86 по відношенню до американської броні класу «A».  Високоякісній британській броні CA японський зразок поступався майже на третину, тобто для еквівалента 410 мм VH було достатньо 300 мм CA. 
Відставання якості броньового матеріалу в поєднанні з величезними розмірами проєктованих лінкорів призвело конструкторів до ідеї вирішення проблеми захищеності «в лоб», тобто за рахунок максимального нарощування товщини броні. Лінкори класу «Ямато» бронювалися за схемою «все або нічого», яка передбачала створення броньової цитаделі, захищаючи життєво важливі центри корабля, що забезпечувала запас плавучості, але залишала незахищеним все інше. Цитадель «Ямато» виявилася найкоротшою серед лінкорів спорудження 30-х років по відношенню до довжини корабля — всього 53,5 %.
|  | Досвід війни показав, що «м'які» краї можуть бути перетворені буквально на решето навіть без прямого попадання, причому поперечні водонепроникні перегородки не обмежать затоплення, оскільки самі можуть бути легко пробиті осколками. |

Поставивши мету захистити лінкор від будь-яких снарядів, розробники розташували рекордний за товщиною бортовий пояс (410 мм) під кутом 20°. Теоретично на дистанціях понад 18,5 км він не пробивався жодними іноземними гарматами.   Надаючи особливого значення влучанням з недольотом, японці розмістили нижче головного ще один броньовий пояс завтовшки 200 мм.
Товщина броньових траверзів була істотно менше пояса, оскільки вони розташовувалися під кутом 30°. Одержаний в результаті броньовий ящик накривався головною бронепалубою, що мала також рекордну товщину — 200 мм в центральній частині і 230 мм на скосах. Позаяк вище розташовувалися лише окремі броньовані ділянки (перед передньою і кормовою баштами), то доля корабля при попаданні бомб залежала лише від єдиної бронепалуби.
Зовсім фантастичним виглядав броньовий захист башт головного калібру. Товщина їх лобових плит, нахилених під кутом 45°, становила 650 мм. Вважалося, що таку броню неможливо пробити навіть пострілом впритул, проте американці мають щодо цього свою особливу думку.   Дуже сильний захист отримали також дахи башт і барбетів. Інші частини корабля, за винятком бойової рубки та відділення рульових машин, практично не бронювалися.
|  | Узагальнена оцінка якості броні і її збірки на останніх лінкорах Японії залишає бажати кращого. Це пояснюється, насамперед, масштабністю проблем, поставлених перед творцями найбільших у світі лінійних кораблів ... якість бронювання в цілому виявилося посередньою, це гірше, ніж могло б бути при настільки великих габаритах і товщині броні. |

### Озброєння

#### Головний калібр

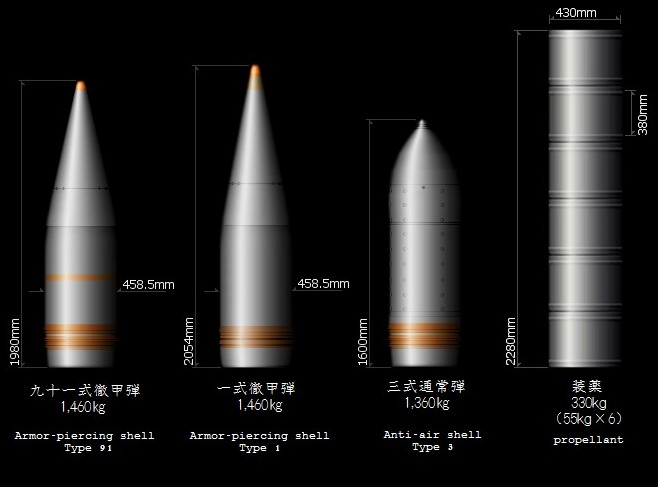
Снаряди головного калібру 460 мм.

При розробці проєкту було приділено особливу увагу забезпеченню вогневої переваги над будь-яким супротивником. На вибір були представлені лише два варіанти: 410-мм і 460-мм (відповідно до калібрів, прийнятим на японському флоті для лінкорів типу «Нагато» і розроблених для лінкорів кораблебудівної програми 20-х років, так і не побудованими в результаті підписання Вашингтонського договору). Було відомо, що до набрання чинності цього договору США і Велика Британія розробили кілька моделей 18-дюймових (457-мм) гармат, в силу чого вже існуючі 410-мм гармати вважалися недостатньо потужними, і рішення було прийнято на користь 460-мм. Розробка цих гармат була розпочата в 1934 році і закінчена до 1939. З метою збереження секретності вони мали назву «40-SK model 94». Конструкція, в силу спадкоємності від розробки початку 1920-х років, являла собою поєднання сучасної скріпленої технології з архаїчною дротяною навивкою. Довжина ствола склала 45 калібрів, вага ствола — 165 тонн; всього було вироблено 27 стволів. Заряджання проводилася при фіксованому куті +3°, скорострільність в залежності від дальності стрільби становила півтора — два постріли в хвилину. Кожна з трьох гарматних башт важила 2510 тонн.

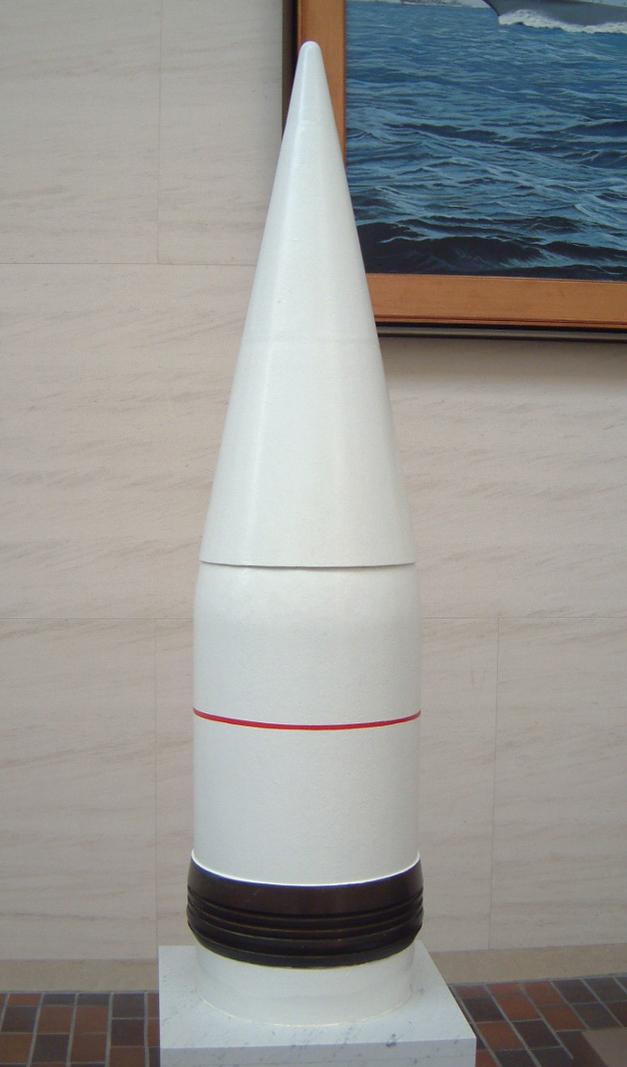
460-мм бронебійний снаряд Type 91. Його довжина — 195,4 см.

З точки зору балістики була прийнята комбінація щодо легкого для такого калібру снаряда і високої початкової швидкості. Бронебійний снаряд «тип 91» мав вагу 1460 кг і містив 33,85 кг TNA.   Його особливостями були спеціальний наконечник, що дозволяв зберігати траєкторію руху у воді, і надзвичайно великий час уповільнення детонатора — 0,4 секунди (для порівняння, детонатор американського бронебійного снаряда Mk8 мав уповільнення 0,033 с.  ) Снаряд розраховувався на ураження ворожих кораблів при недольоті, але був не дуже ефективний у звичайних умовах, особливо при влучань у неброньовані частини кораблів. Тим не менше завдяки величезній вазі і хорошим балістичним характеристикам снаряд мав високу бронепробивність. Початкова швидкість становила 780 м/с, максимальна дальність — 42 050 для 45 градусів (для самої гармати — трохи більше 42 110 метрів при 48 градусах підйому). 
Ще незвичнішим був снаряд «тип 3» вагою 1360 кг. Фактично він був зенітним снарядом і містив 900 запалювальних і 600 осколкових вражаючих елементів. Втім, американські пілоти вважали його «швидше ефектним, ніж ефективним».  
Обидва снаряди були занадто спеціалізовані. Деякі джерела повідомляють про існування фугасного снаряда («тип 0» з масою 1360 кг і 61,7 кг ВР) для 460-мм гармат,  але даних про це в архівах не збереглося, і японські лінкори не використовували такі снаряди в боях. Парадокс історії: найкращі японські лінкори опинилися у становищі росіян у період російсько-японської війни 1904—1905 — без фугасних снарядів і з полегшеними бронебійними.

##### Система керування вогнем
Вогнем головного калібру управляла найскладніша і, можливо, найдосконаліша система доелектронной ери «тип 98». Вона включала в себе наступні компоненти:
1. П'ять далекомірів, з них чотири з рекордною базою — 15 метрів. Якість японської оптики відповідала світовим стандартам;
2. Два директори, що видавали дані про кути вертикальної і горизонтальної наводки;
3. Прилад спостереження за ціллю;
4. Пристрій провадження стрільби;
5. Електромеханічний обчислювач, що був «родзинкою» системи. Три блоки, які входили до його складу, не тільки дозволяли розраховувати дані про курс цілі і кутах наведення власних гармат, але й дозволяли вводити всілякі поправки, включаючи навіть географічну широту і залежність від дня календаря.

В цілому система була досить ефективною і в умовах гарної видимості анітрохи не поступалася аналогічним американським, заснованим на застосуванні радарів. Однак при поганій видимості, і тим більше вночі японці виявлялися у вкрай невигідному становищі, особливо під кінець війни. Після війни американські фахівці уважно вивчили цю систему. 
|  | За їх висновками, вивчені прилади були далекі від досконалості, невиправдано складні, мали численні недоліки, але ... володіли високими потенційними можливостями. Почавши «за упокій», артилерійські специ закінчили «во здравіє», порекомендувавши взяти їх на озброєння «зважаючи на очевидну вигоду». |

#### Артилерія середнього калібру
Артилерія середнього калібру по проєкту включає дванадцять 155-мм гармат з довжиною ствола 60 калібрів в 4 трьохгарматних баштах. Це озброєння було «прибудовано» на лінкори після переоснащення важких крейсерів типу «Могамі» на 203-мм артилерію. Таке рішення визначило достоїнства і недоліки озброєння. З одного боку, кожна башта отримала 8-метровий далекомір, що було досить незвично для другорядного, по лінкорним мірками, калібру; при цьому ефективність системи на величезному і стійкому лінкорі, звичайно, була вище. З іншого, башти вийшли дуже тісними і вкрай слабо броньованими. Але головним недоліком другого калібру стала неможливість стрільби по повітряних цілях, що істотно знижувало силу ППО кораблів.
Самі ж гармати були досить потужними для свого калібру, відрізнялися завидною далекобійністю, але невисокою скорострільністю (5-6 пострілів у хвилину). Однак постріляти по морським або береговим цілям їм не довелося, і в підсумку бортові башти замінили на затребуваніші 127-мм зенітки.

#### Зенітна артилерія далекої дії
Для обстрілу літаків противника на значному віддалені використовувалося 127-мм гармата типу 89 з довжиною ствола 40 калібрів. Спочатку на лінкорах розміщувалося 12 таких гармат у спарених установках. На «Ямато» з березня 1944 року їх кількість була доведена до 24 (12х2). Сама гармата була цілком задовільною, хоча поступалося американській 127-мм універсальній гарматі в початкової швидкості снаряда і скорострільності. До недоліків спарених установок можна віднести порівняно малі швидкості наведення. Система керування вогнем «тип 94», заснована на оптичних далекомірах і електромеханічних обчислювачах, була досить ефективна за мірками кінця 1930-х років і порівнянна з американською Mk37,  але до кінця війни застаріла. Головними складовими ефективного зенітного вогню стали радіодалекоміри і снаряди з радіолокаційним детонатором, але японці не мали ні першого, ні другого. В результаті зенітній артилерії лінкорів жодного разу не вдалося успішно відбити масовані атаки авіації.

#### Зенітна артилерія ближньої дії
Зенітну батарею ближньої дії можна оцінити як незадовільну. Основним зенітним автоматом була 25-мм зенітна гармата Тип 96, яка, в свою чергу, була японським варіантом французької гармати фірми «Гочкісс». Більшість цих гармат розташовувалося в строєних установках, початково — переважно в закритих (насамперед для захисту розрахунків від жахливої ударної хвилі при пострілах з головного калібру). Додані пізніше строєні установки були здебільшого відкритими. Фактично, замість двох ешелонів автоматичної зенітної артилерії, що були на кораблях флоту США, — 40-мм «Бофорс» і 20-мм «Ерлікон», — японський лінкор мав тільки один, причому увібрав гірші риси обох: від першого — надмірна вага установки і малий темп стрільби, від другого — малу ефективну дальність і мала кількість снарядів, не дозволяли використовувати дистанційні детонатори. Практична скорострільність була низькою, дальність стрільби — недостатньою, а вражаюча дія снаряду — занадто слабкою. Недостатньою була потужність приводу установки (1 к.с.) і, як наслідок, — кутова швидкість наведення, особливо в горизонтальній площині. До того ж електропривод часто виходив з ладу, а ручна наводка взагалі не відповідала завданням які треба було виконувати. Всі ці недоліки поглиблювалися нез'ясовно малим розміром змінних магазинів (усього 15 снарядів), що знижувало реальний темп і без того повільної стрільби. Невисока була і живучість стволів, що в силу активного використання теж переростало в проблему. Якість систем управління зенітними автоматами відповідала рівню середини 1930-х років, але цього бракувало. Спроби японців вирішити проблему «в лоб» установкою більшої кількості гармат не мали успіху. Хоча кількість легких зеніток на кораблях становила більше за сотню, їх реальна ефективність була вельми низькою. Особливо це стосувалося одноствольних установок з ручним приводом. 
|  | Сенс їх існування полягав хіба тільки в моральному впливі на льотчиків, та й на власну команду - у момент повітряної атаки набагато спокійніше, коли сам зайнятий справою і навколо стріляють свої гармати. |

 Що стосується зенітних кулеметів, то досвід війни показав їх повну неефективність.

### Устаткування
Приладове обладнання лінкорів при вступі до строю було дуже мізерним за західними стандартами. Фактично «Ямато» і «Мусасі» мали в своєму розпорядженні звичайний для японських кораблів набір радіостанцій, але значно збільшеної потужності, що дозволяло використовувати їх як флагманські.
На початку 1942 року жоден корабель Імператорського флоту не мав радара. Роботи над цим важливим пристроєм почалися в японському флоті лише після захоплення в Сингапурі британських радіолокаторів. У вересні 1942 року «Мусасі» першим з лінкорів отримав радар типу 21. Це було вкрай ненадійний пристрій, який дозволяв виявляти надводні цілі на невеликій дальності. У кінцевому рахунку «Ямато» і «Мусасі» отримали до середини 1944 року комплекти з 6 радарів трьох різних типів, але всі вони використовувалися тільки для виявлення морських і повітряних цілей. Управляти вогнем ні головною, ні зенітною артилерією з їх допомогою було неможливо. Фактично японські радари 1944 відповідали рівню американських і британських 1941 року і були наочним свідоцтвом технічної відсталості Японії.
Крім того, «Ямато» і «Мусасі» несли набір гідрофонів, для лінкорів загалом непотрібних. Під кінець війни їх оснастили детекторами радіовипромінювання і інфрачервоними приладами. Ці пристрої були розроблені на базі німецьких технологій.
В цілому електронне оснащення японських кораблів було відсталим, що особливо проявлялося в боях, що відбувалися найчастіше в умовах обмеженої видимості або вночі. Пояснити цей факт можна швидше недооцінкою ролі електронного обладнання, тому що при бажанні кораблі можна було оснастити дуже досконалими німецькими радарами.

### Екіпаж
При введенні в дію екіпаж «Ямато» налічував 2200 осіб, у тому числі 150 офіцерів, але реально він з самого початку був значно більшим. «Мусасі» вийшов для участі в битві за Філіппіни, маючи на борту 2400 осіб; екіпаж «Ямато» у його останньому поході перевищив 3000, що було зумовлено збільшенням кількості обслуги зенітної артилерії.
Побутові умови на «Ямато», хоча і виглядали незадовільними за європейськими і тим більше американськими стандартами, були значно краще, ніж на більш ранніх японських лінкорах: на «Ямато» на кожного члена екіпажу відводилося по 3,2 кубічних метра житлових приміщень, тоді як на попередниках — від 2,2 до 2,6. Ще комфортнішим «Ямато» виглядав на тлі важких крейсерів (1,3-1,5 кубометра), і тим більше есмінців (1 кубічний метр). Не дивно, що в японському флоті «Ямато» і «Мусасі» були прозвані «готелями» — на них навіть були великі чани для купання команди, в той час як на переважній більшості японських кораблів гігієнічні процедури зводилися до обливання водою на верхній палубі. Однак, кубрики все одно залишалися тісними, проходи вузькими, а камбузи та сантехнічне обладнання примітивним. Японські конструктори традиційно не вважали побутові зручності для команди своїм пріоритетом, вважаючи, що моряки Імперського флоту повинні винести будь-які труднощі…

## Посилання в культурі

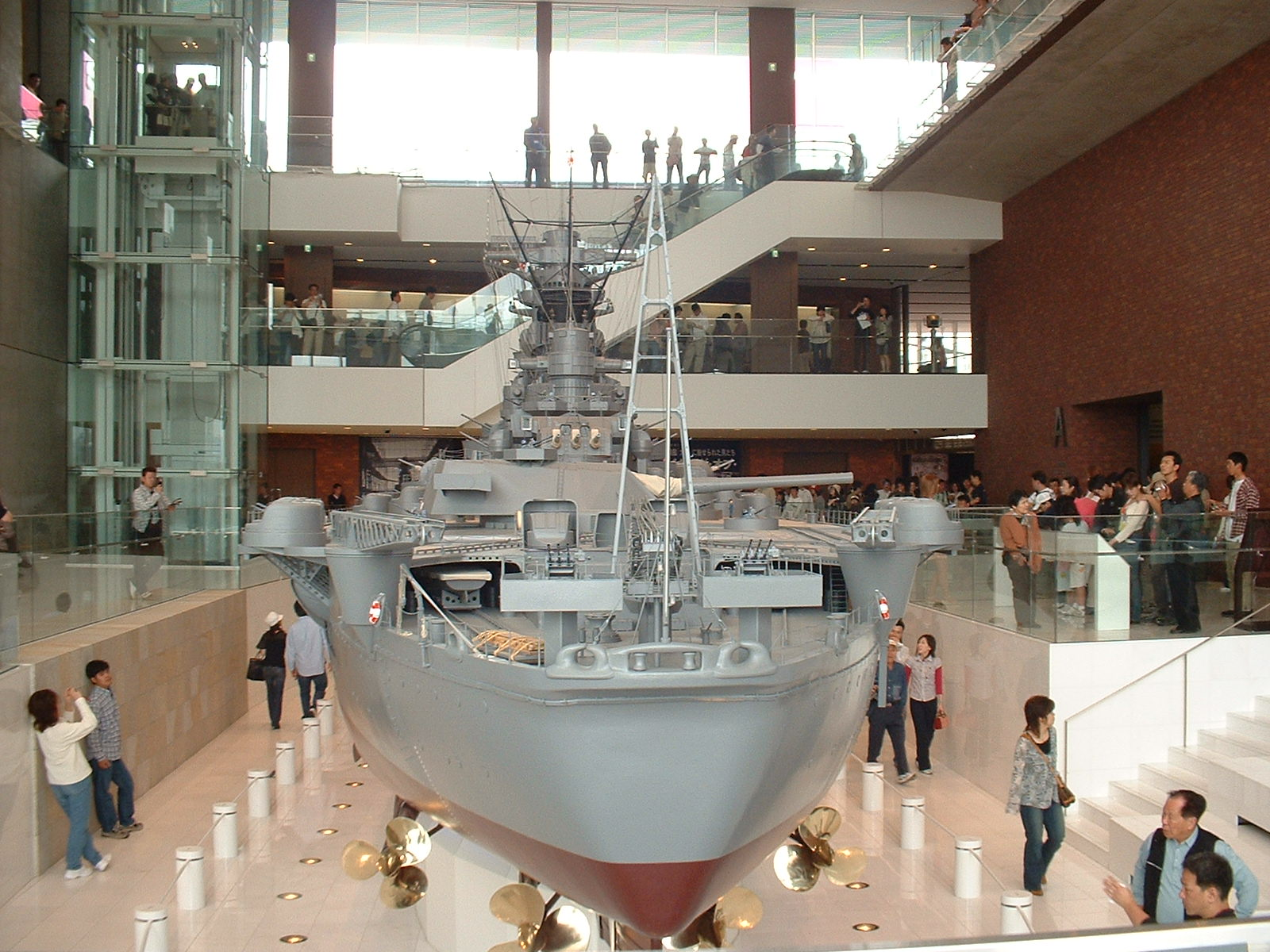
Модель лінкора «Ямато» в масштабі 1/10 виставлена в холі "музею «Ямато», вид на корму

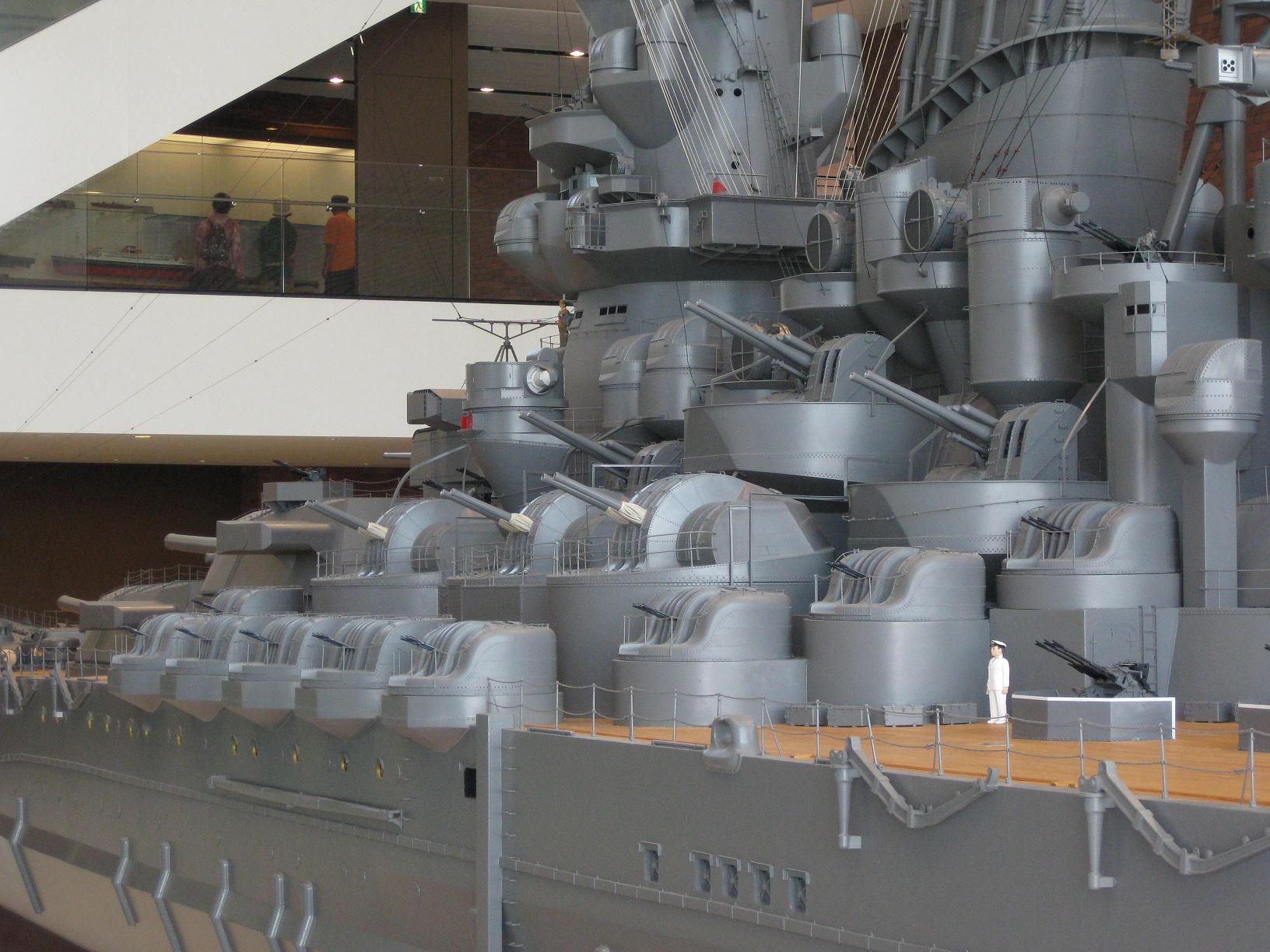
Модель лінкора «Ямато» в масштабі 1/10 виставлена в холі «музею „Ямато“, зенітне озброєння»

### Порівняння з іншими лінкорами
| Порівняльні ТТХ лінкорів побудови 1930—1940-х рр. |                       |                                  |                                  |                                  |                  |                           |                            |                                  |
| характеристики                                    | «Кінг Джордж V»       | «Бісмарк»                        | «Літторіо»                       | «Рішельє»                        | «Норт Керолайна» | «Саут Дакота»             | «Айова»                    | «Ямато»                          |
| Держава                                           | Велика Британія       | Третій рейх                      | Італія                           | Франція                          | США              | США                       | США                        | Японія                           |
| водотоннажність, стандартна/повна, т              | 36 727/42 076         | 41 700/50 900                    | 40 724/45 236                    | 37 832/44 708                    | 37 486/44 379    | 37 970/44 519             | 48 425/57 540              | 63 200/72 810                    |
| Артилерія головного калібру                       | 2×4 і 1×2 — 356-мм/45 | 4×2 — 380-мм/47                  | 3×3 — 381-мм/50                  | 2×4 — 380-мм/45                  | 3×3 — 406-мм/45  | 3×3 — 406-мм/45           | 3×3 — 406-мм/50            | 3×3 — 460-мм/45                  |
| Артилерія допоміжного калібру                     | 8×2 — 133-мм/50       | 6×2 — 150-мм/55, 8×2 — 105-мм/65 | 4×3 — 152-мм/55, 12×1 — 90-мм/50 | 3×3 — 152-мм/55, 6×2 — 100-мм/45 | 10×2 — 127-мм/38 | 8×2 — 127-мм/38           | 10×2 — 127-мм/38           | 4×3 — 155-мм/60, 6×2 — 127-мм/40 |
| Легка зенітна артилерія                           | 4×8 — 40-мм/40        | 8×2 — 37-мм, 12×1 — 20-мм        | 8×2 и 4×1 — 37-мм, 8×2 — 20-мм   | 4×2 — 37-мм                      | 4×4 — 28-мм      | 7×4 — 28-мм, 16×1 — 20-мм | 15×4 — 40-мм, 60×1 — 20-мм | 8×3 — 25-мм                      |
| Бронювання борту, мм.                             | 356—381               | 320                              | 70 + 280                         | 330                              | 305              | 310                       | 310                        | 410                              |
| Бронювання палуб, мм                              | 127—152               | 50—80 + 80—95                    | 45 + 90 — 162                    | 150—170 + 40                     | 37 + 140         | 37 + 146—154              | 37 + 153—179               | 35—50 + 200—230                  |
| Бронювання башт головного калібру, мм.            | 324—149               | 360—130                          | 350—280                          | 430—195                          | 406—249          | 457—300                   | 495—260                    | до 650                           |
| Бронювання бойової рубки, мм                      | 76—114                | 220—350                          | 260                              | 340                              | 406—373          | 406—373                   | 440                        | до 500                           |
| Енергетична установка, к.с.                       | 110 000               | 138 000                          | 130 000                          | 150 000                          | 121 000          | 130 000                   | 212 000                    | 150 000                          |
| Максимальна швидкість, вузли                      | 28,5                  | 29                               | 30                               | 31,5                             | 27,5             | 27,5                      | 32,5                       | 27,5                             |